# Bob Estes

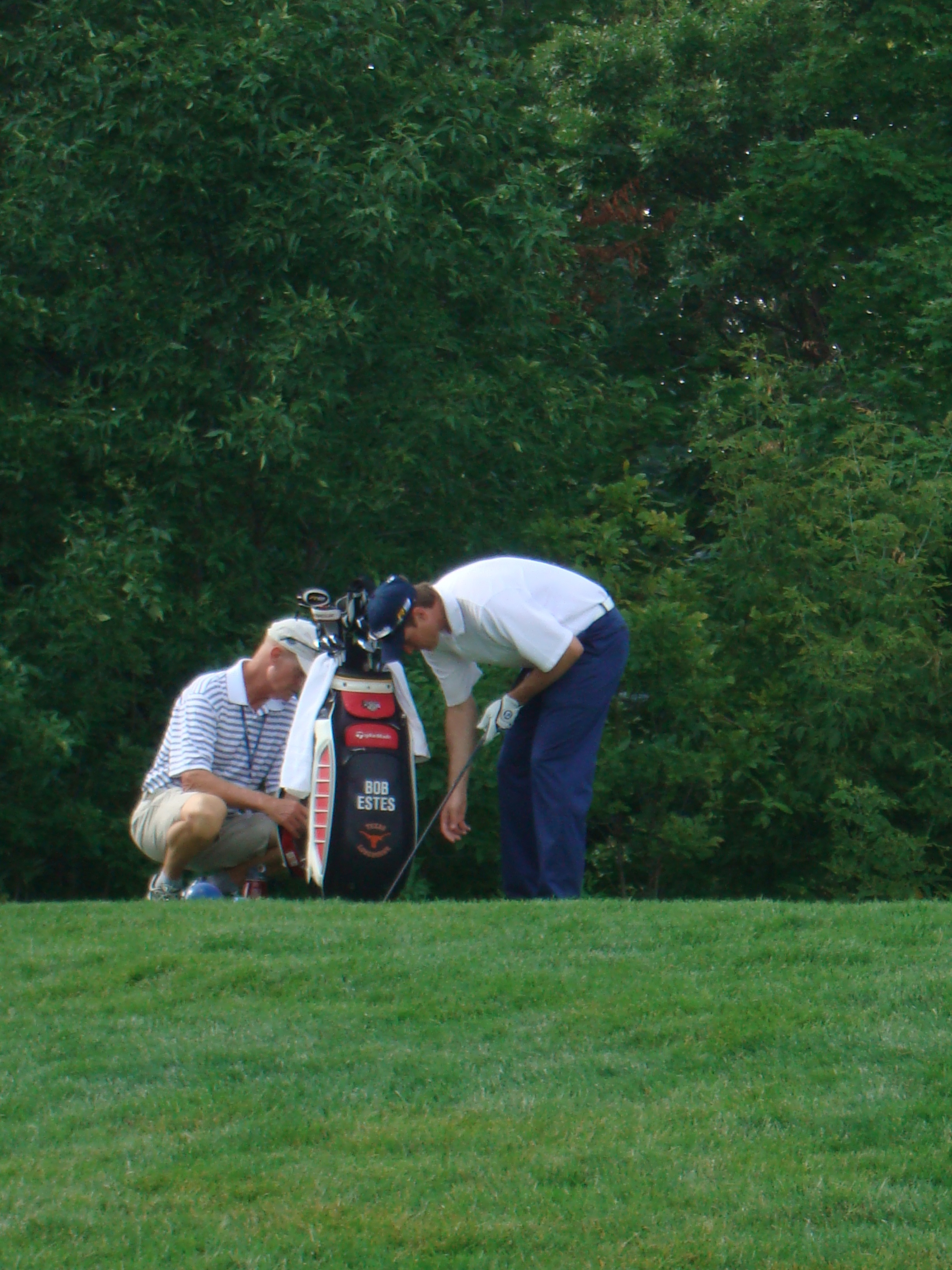
Bob Estes

Bob Alan Estes (Graham, Texas, 2 februari 1966) is een Amerikaanse golfprofessional. Hij heeft in 2001 op nummer 18 van de Official World Golf Ranking gestaan.
Estes groeide op in Abilene, Texas en speelde al golf toen hij slechts vier jaar oud was. Toen hij twaalf was, bedacht hij dat hij playing professional wilde worden. Hij studeerde van 1984-1988 aan de University of Texas. Hij won in zijn laatste jaar de Haskins Award als beste collegiate golfer van Amerika. 
In zijn amateursperiode won hij onder meer het Trans-Mississippi Amateur in 1985.

## Professional
Estes werd in 1988 professional en heeft vier toernooien op de Amerikaanse PGA Tour behaald. Het sterkste onderdeel van zijn spel was het korte spel. In 2011 speelt hij voor de 12de keer in het Brits Open. In 1985 eindigde hij daar op de 8ste plaats.
Gewonnen
- 1994: Texas Open (−19)
- 2001: FedEx St. Jude Classic (−17), Invensys Classic at Las Vegas (−30)
- 2002: Kemper Insurance Open (-11)

## Trivia
- Hij heeft geen normale golf-grip maar een baseball-grip.